# Jörg Krämer
Jörg Wilhelm Krämer (* 7. August 1966 in Düsseldorf) ist ein deutscher Volkswirt. Er ist Chefvolkswirt der Commerzbank AG.

## Leben
Jörg Krämer studierte Volkswirtschaftslehre an der Rheinischen Friedrich-Wilhelms-Universität Bonn und der Westfälischen Wilhelms-Universität Münster. 1992 trat er in die Konjunkturabteilung des Kieler Instituts für Weltwirtschaft ein. Er promovierte bei Horst Siebert, dem damaligen Institutspräsidenten und Mitglied des Sachverständigenrats zur Begutachtung der gesamtwirtschaftlichen Lage, mit einer empirischen Arbeit über Geldmengenaggregate.
Ab 1996 war er für die Investmentbank Merrill Lynch und ab 1997 für das Investmentunternehmen Invesco tätig, wo er 2000 zum Chefvolkswirt ernannt wurde. 2005 wurde Krämer Chefvolkswirt der Bayerischen Hypo- und Vereinsbank AG. 2006 wechselte Krämer als Chefvolkswirt und Leiter Research zur Commerzbank AG.
Krämer ist seit 2017 Lehrbeauftragter der Universität Münster und seit 2022 Honorarprofessor im  Instituts für Internationale Ökonomie der Universität Münster. Er ist Mitglied des EZB-Schattenrats des Handelsblatts.
Krämer ist seit 1987 Mitglied der Katholischen deutschen Studentenverbindung (K.D.St.V.) Alania Bonn im CV.

## Positionen
In der wirtschaftspolitischen Debatte vertritt Krämer liberale, ordnungspolitische Positionen. Er gehört im deutschsprachigen Raum zu den von den Medien am meisten zitierten Ökonomen. Er äußerte sich kritisch zu Konjunkturprogrammen und warnte beispielsweise 2008: „Es ist ein Trugschluss zu glauben, man könne den Konsum von Millionen Menschen steuern.“
In der Debatte über die Staatsschuldenkrise, den Kauf von Staatsanleihen durch die EZB
und die Target2-Salden bezog er eindeutig Stellung und unterstützte die Position der Deutschen Bundesbank. Er sieht die Ursachen der Staatsschuldenkrise in der Breite nicht gelöst, sondern lediglich durch eine lockere Geldpolitik der EZB übertüncht. Er warnt vor den Nebenwirkungen dieser Politik, die die Reformanreize in Ländern wie Italien senke, sogenannte Zombi-Unternehmen fördere und dem Entstehen neuer Blasen an den Finanz- und Immobilienmärkten Vorschub leiste.
Krämer plädiert für eine grundsätzlich neue geldpolitische Strategie der EZB. Er fordert eine geldpolitische Strategie der umfassenden Stabilisierung. Die EZB dürfte sich nicht nur um Preisstabilität kümmern, sondern müsse auch Finanzstabilität anstreben. Steigen beispielsweise Kredite oder Häuserpreise zu stark, solle die EZB zur Verhinderung gefährlicher Blasen ihre Zinsen auch dann erhöhen, wenn die Inflation noch unter dem Ziel der EZB liege. Die Bankenaufsicht alleine könne Blasen nicht verhindern. Trotzdem befürwortet Krämer eine höhere Eigenkapitalausstattung der Banken ebenso wie das Bail-In-Prinzip, nach dem zuallererst die Kapitalgeber für Verluste der Banken verantwortlich sein sollen. Das stärke das Verantwortungsprinzip und befördere solide Geschäftsmodelle der Banken.

## Schriften
- Theorie und empirische Bestimmung zinsgewichteter Geldmengenaggregate, Institut für Weltwirtschaft Kiel (IfW) 1994
- Zinsgewichtete Geldmengenaggregate und Preisniveau, Institut für Weltwirtschaft Kiel 1994.
- Geldpolitik: zurück zur Potentialorientierung, Institut für Weltwirtschaft Kiel 1994, zusammen mit Joachim Scheide
- Zinsgewichtete Geldmengenaggregate und wirtschaftliche Aktivität, Institut für Weltwirtschaft Kiel 1994.
- Lassen sich zinsgewichtete Geldmengen besser steuern als gewöhnliche Geldmengen? Institut für Weltwirtschaft Kiel 1994.
- Schätzung von Geldnachfragefunktionen : zinsgewichtete versus gewöhnliche Geldmengen, Institut für Weltwirtschaft Kiel 1995.
- Determinants of the expected real long-term interest rates in the G7-countries, Institut für Weltwirtschaft Kiel 1996.
- Zinsgewichtete versus herkömmliche Geldmengenaggregate: Theorie und empirische Evidenz für die Bundesrepublik Deutschland, Mohr Tübingen 1996, ISBN 3-16-146568-7.